# Ignaz Sichelbarth
Ignace Sickelpart ou Ignaz Sichelbarth, né le 26 septembre 1708 à Nejdek (Royaume de Bohême) et décédé le 6 octobre 1780 à Pékin, est un prêtre jésuite allemand, originaire de Bohême. Il est surtout connu pour son activité comme artiste peintre à la cour des Empereurs de Chine. 
Il participe notamment à la série de chalcographie (gravure sur cuivre), « Les Conquêtes de l'empereur de la Chine », réalisé à la demande de l'empereur Qianlong.

## Œuvre
- Bon augure, cheval baie. Encre et couleurs sur soie, monté en rouleau vertical. H. 519 cm ; l. 341 cm. Peinture : H. 229 cm ; l. 276 cm, Pékin, Musée du Palais impérial; Œuvre exposée à Paris, au Louvre, en 2011← 2012, La Cité interdite au Louvre. Empereurs de Chine et rois de France.